# Treitol
El Treitol (anglès Threitol) és un polialcohol de quatre carbonis (tetralcohol) la fórmula química del qual és: {\displaystyle {\ce {C4H10O4}}}. El seu ús primordial és com a producte intermedi entre altres compostos. Posseeix diastereomeria. El seu diastereòmer és l'eritritol. En els éssers vius, el troitol es troba al fong comestible Armillaria mellea (llatí mellea: que té gust de mel). Serveix com un crioprotector (agent anticongelant) en l'escarabat d'Alaska Upis ceramboides.

## Síntesi

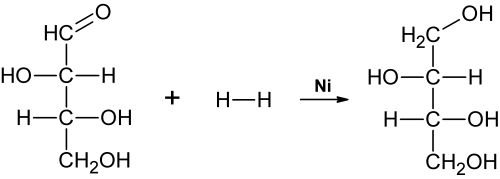

Es forma a partir del monosacàrid denominat treosa mitjançant reducció del grup aldehid en el grup hidroxil. És possible realitzar la síntesi mitjançant la treosa amb ús d'aigua i níquel com a catalitzador (hidrogenació catalítica). Existeix una altra possibilitat de síntesi mitjançant hidrogenació de l'eritrulosa. En biotecnologia se sol catalitzar aquesta reacció, de vegades, mitjançant el bacteri bordetella avium.